# 西子灣蔣介石行館
西子灣行館，是位於國立中山大學內的高雄市市定古蹟。其在1935年因始政四十周年記念臺灣博覽會而興建，作為博覽會的地方分館，時稱高雄觀光館。此建築在戰後因曾作為總統蔣中正（介石）的行館，故稱為「蔣介石行館」。1989年國立中山大學接管後命名「西灣藝廊」，2022年啟動古蹟修復工程，2024年2月6日完工落成後更為現名「三六○藝文空間」，未來將規劃為藝文展演場域。

## 介紹

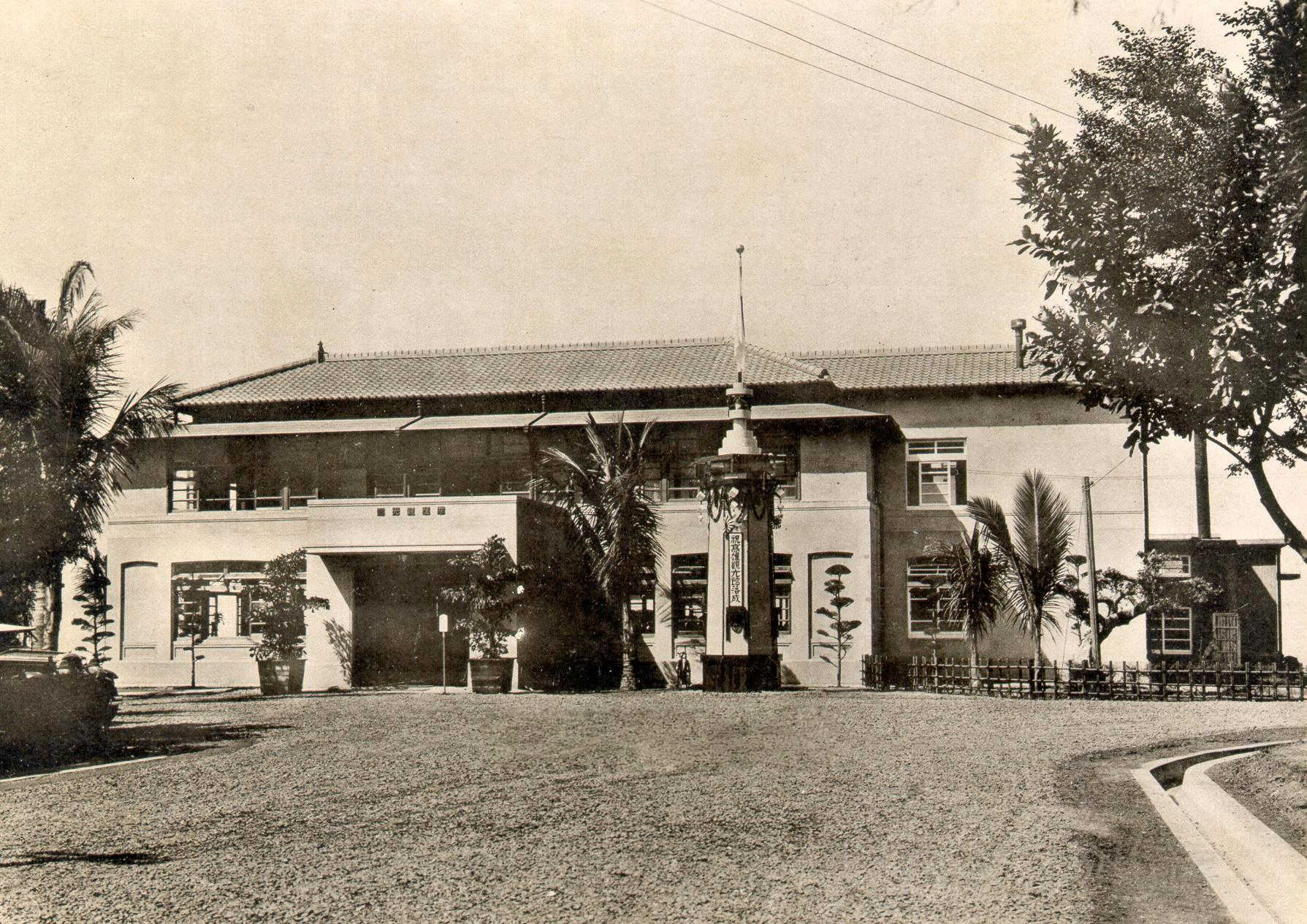
高雄觀光館

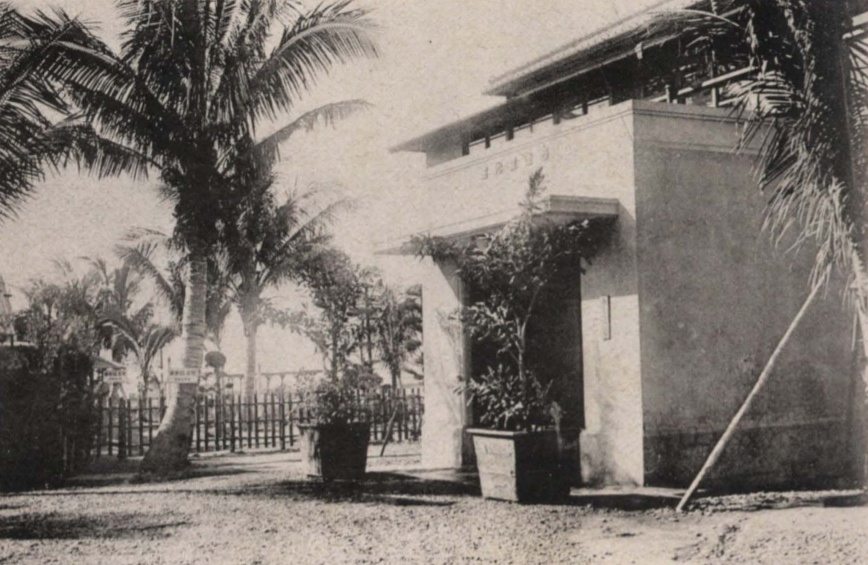
高雄觀光館玄關

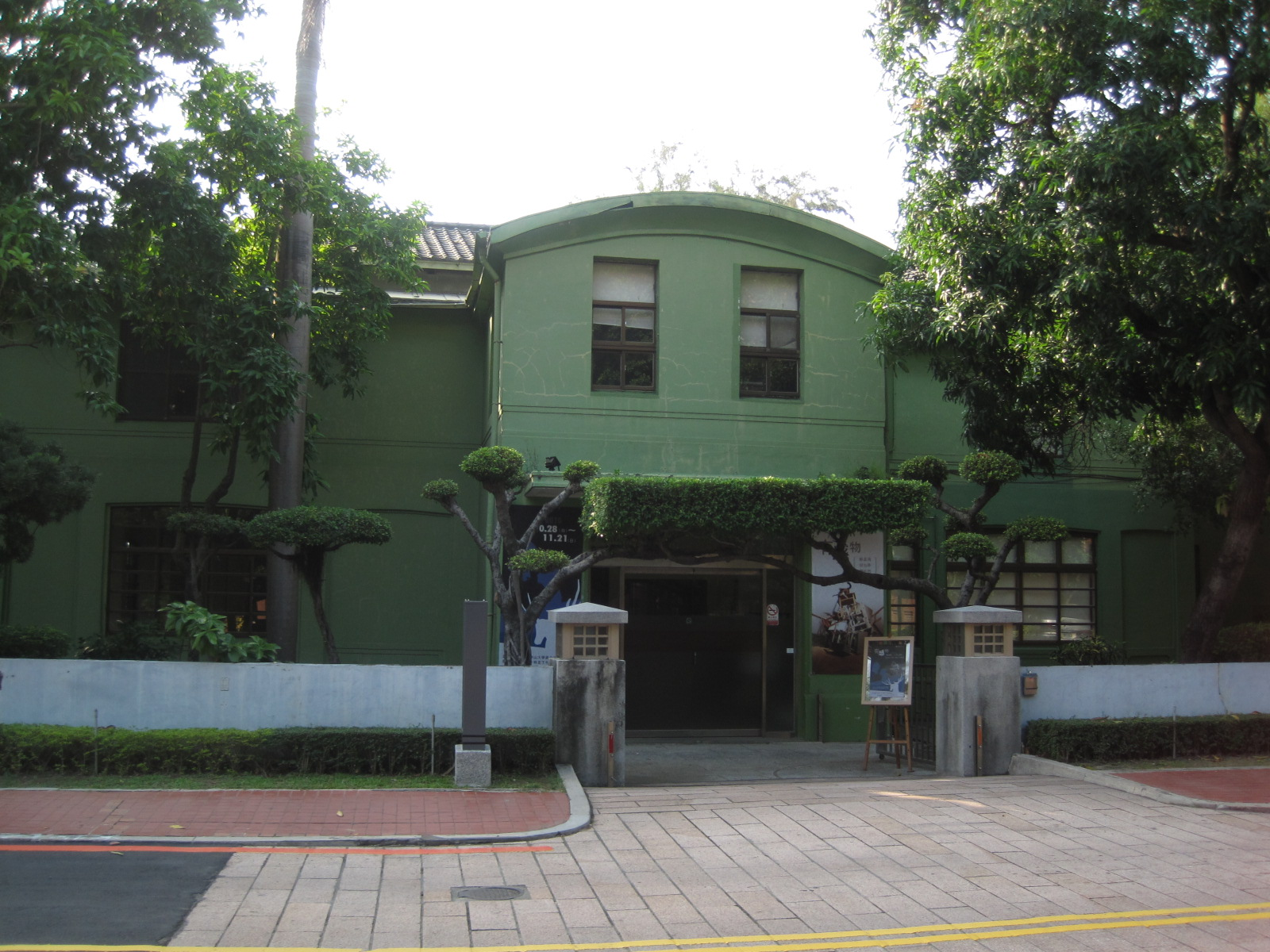
2010年時的西灣藝廊正面樣貌

高雄市役所為了迎接始政四十周年記念臺灣博覽會，於1935年在西子灣的壽海水浴場上方興建了高雄觀光館，於同年9月竣工，其為鋼筋混凝土結構的兩層樓建築，總建坪280坪，花費46,000圓。二樓為休息室，一樓設有男用及女用的海水溫浴設施和物產陳列販賣室，用來宣傳高雄州下的物產。
戰後，壽山及西子灣地區皆由接管。此建築於1952年由海軍總司令部移交總統府，並作為蔣介石在台灣南部的休息處所，定名為「西子灣行館」，簡稱「蔣公行館」。1958年的八二三砲戰爆發後，蔣介石住所遷至澄清湖澂清樓，此建築於是閒置。1975年，因蔣介石的逝世，總統府函矚高雄市政府管理此建築，改稱為「西子灣紀念館」。1980年移交給中山大學管理，並在1994年將部分空間作為藝術展間，作為「西灣藝廊」。於2004年被登錄為高雄市市定古蹟。
2022年啟動古蹟修復工程，2024年2月6日完工後更名為「360藝文空間」，靈感來自於壽山海拔高度356公尺和西子灣岬灣深度4公尺相加而來。

## 建築
此建築最初外觀呈米白色，而戰後在一樓正面玄關上增建，部分開窗亦與最初落成時不同。2024年古蹟修復工程完成後，外觀與開窗已回復至日治時期樣貌。